# Leticia Comerón Refojos
Leticia Comerón Refojos (Vitòria, 12 de novembre de 1982) és una política espanyola del Partit Popular del País Basc, regidora i portaveu del grup Popular a l'Ajuntament de Vitòria.
Va estudiar en el Col·legi Vera-Cruz de Vitòria-Gasteiz i a la Universitat del País Basc (UPV-EHU)es va llicenciar en Ciències Polítiques i de l'Administració per la Universitat del País Basc. Va cursar el màster en Govern de les Organitzacions de la Universitat de Navarra (2006), el màster en Política i Governabilitat de la Universitat de Deusto (2006) i el màster en administració d'empreses (Master of Business Administration, MBA) per l'IE Business School (2008).

## Trajectòria política
Es va incorporar al Partit Popular el 2001 procedent del moviment associatiu. Des de 2005 va ser presidenta de Noves Generacions d'Àlaba fins a ser escollida per liderar l'organització a nivell regional, en el desè congrés de Noves Generacions del País Basc, sent la primera dona a ocupar aquest càrrec.
És regidora a l'ajuntament de Vitòria des de juny del 2007, sent llavors la dona elegida més jove de la història del consistori vitorià. Entre 2011 i 2015, amb Javier Maroto com a alcalde, Comerón va tenir responsabilitats com a regidora delegada a les àrees de Tecnologies de la Informació, Manteniment i Espai Públic. Des 2016 és portaveu del grup municipal del PP a Vitòria, substituint en el càrrec a Maroto, qui va abandonar el consistori el 17 d'octubre d'aquell any.
Leticia Comerón va presentar la seva candidatura a l'alcaldia de Vitòria el 19 d'octubre de 2018 en el Palau Europa en un acte del Partit Popular, en el qual van intervenir els anteriors alcaldes de la ciutat, Alfonso Alonso i Javier Maroto.